# バゼドキシフェン
バゼドキシフェン(bazedoxifene)は骨粗鬆症治療薬のひとつ。一般名はバゼドキシフェン酢酸塩。
第三世代の選択的エストロゲン受容体モジュレーター（SERM）である。2013年後半からは、閉経後骨粗鬆症の予防薬「Duavee」の成分として、アメリカ食品医薬品局（FDA）から承認を受けている。また、乳がんと膵臓がんの治療の可能性についても研究されている。

## 効能・効果
閉経後骨粗鬆症の治療に用いられる。 

### 処方
日本では単独で用いられる。米国では単独または結合型エストロゲンと組み合わせて販売されている。 

## 薬理学

### 薬物動態
バゼドキシフェンは、 選択的エストロゲン受容体モジュレーター（SERM）および異なる組織におけるエストロゲン受容体（ER）の混合アゴニストおよびアンタゴニストである。

## 化学
バゼドキシフェンは、ジンドキシフェンとピペンドキシフェンとともに、SERMの2-フェニルインドールグループに分類される。

## 歴史

### 開発
バゼドキシフェンは、 ワイス・ファーマシューティカルズの会社買収完了後にファイザー社によって開発された。 これは、ワイス・ファーマスーティカルズとリガンド・ファーマシューティカルズとの独占的な研究協力の結果である。 

### 承認
2009年4月27日に欧州医薬品庁によって欧州連合で承認された。
2013年10月3日、FDAはバゼドキシフェン20mgとプレマリン0.45mgを組み合わせた製品を承認した。これは閉経期骨粗鬆症の治療および中等度から重度の更年期障害ホット・フラッシュの治療に用いられ、SERM（バゼドキシフェン）とエストロゲン（プレマリン）両方を含む最初に承認された更年期ホルモン療法製品である。 

## 社会と文化

### 製品名
バゼドキシフェンは、単独ではConbrizaやViviantという製品名で販売されている。また、結合型エストロゲンとの合剤としては、DuaveeやDuaviveという製品名で販売されている。 